# Paspel

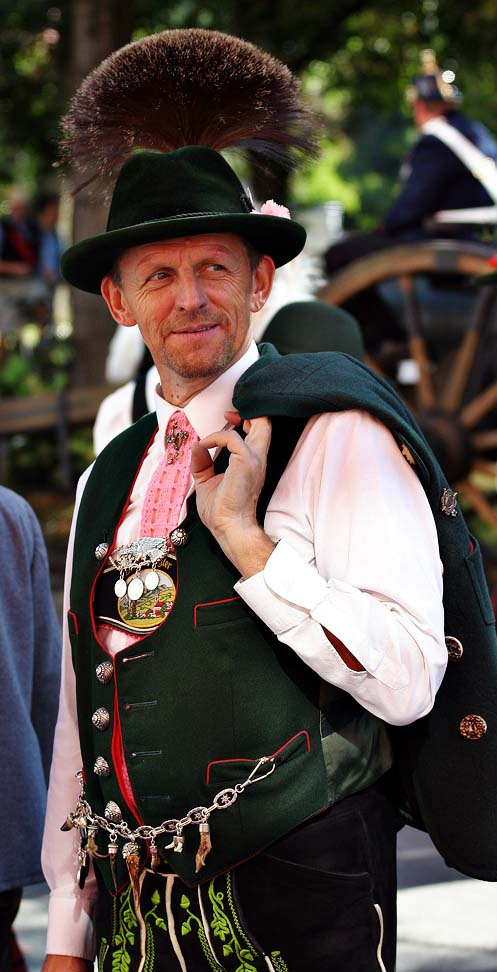
Trachtenweste mit roten Paspeln

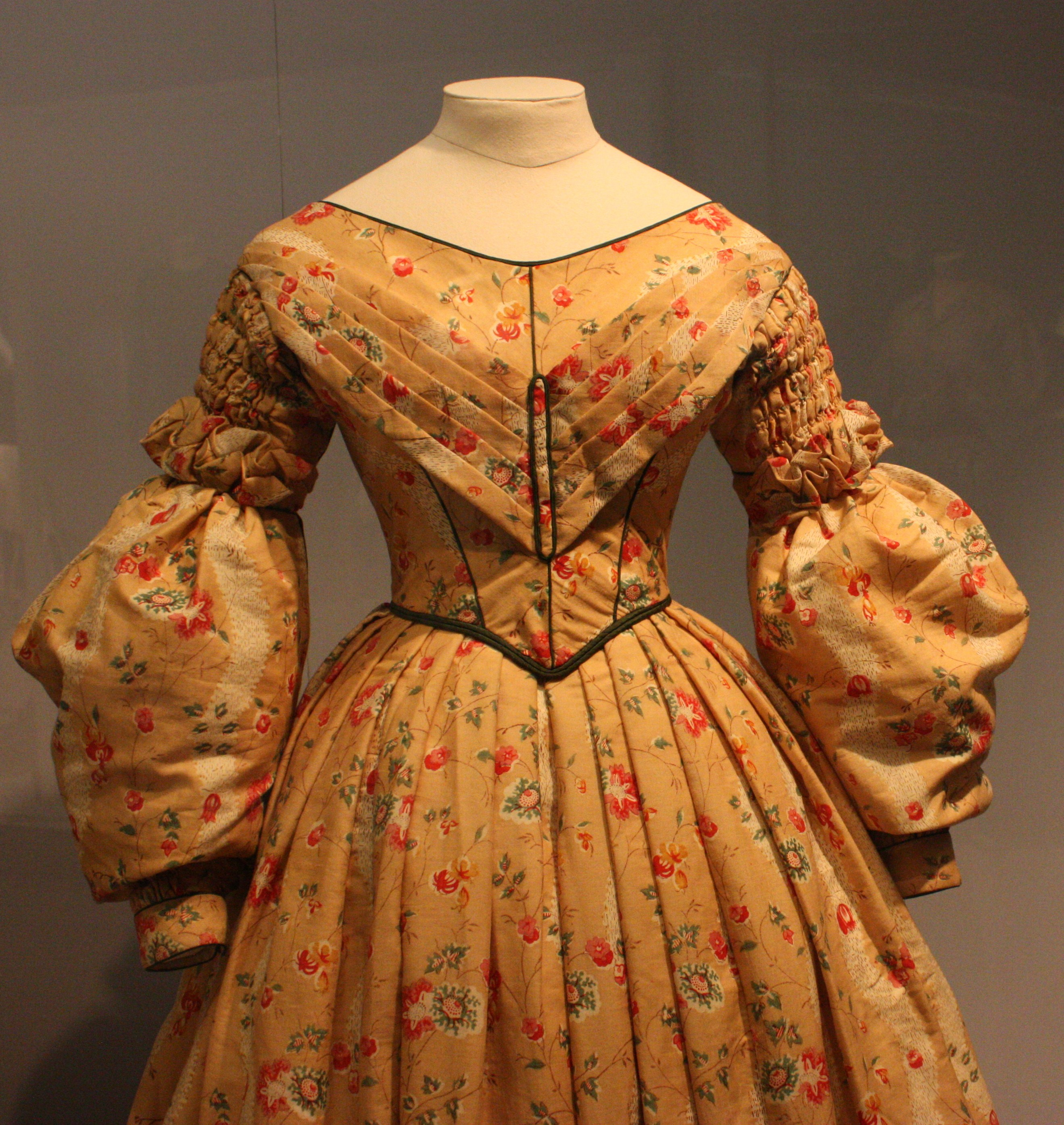
Paspeln an einem Kleid des frühen 19. Jahrhunderts

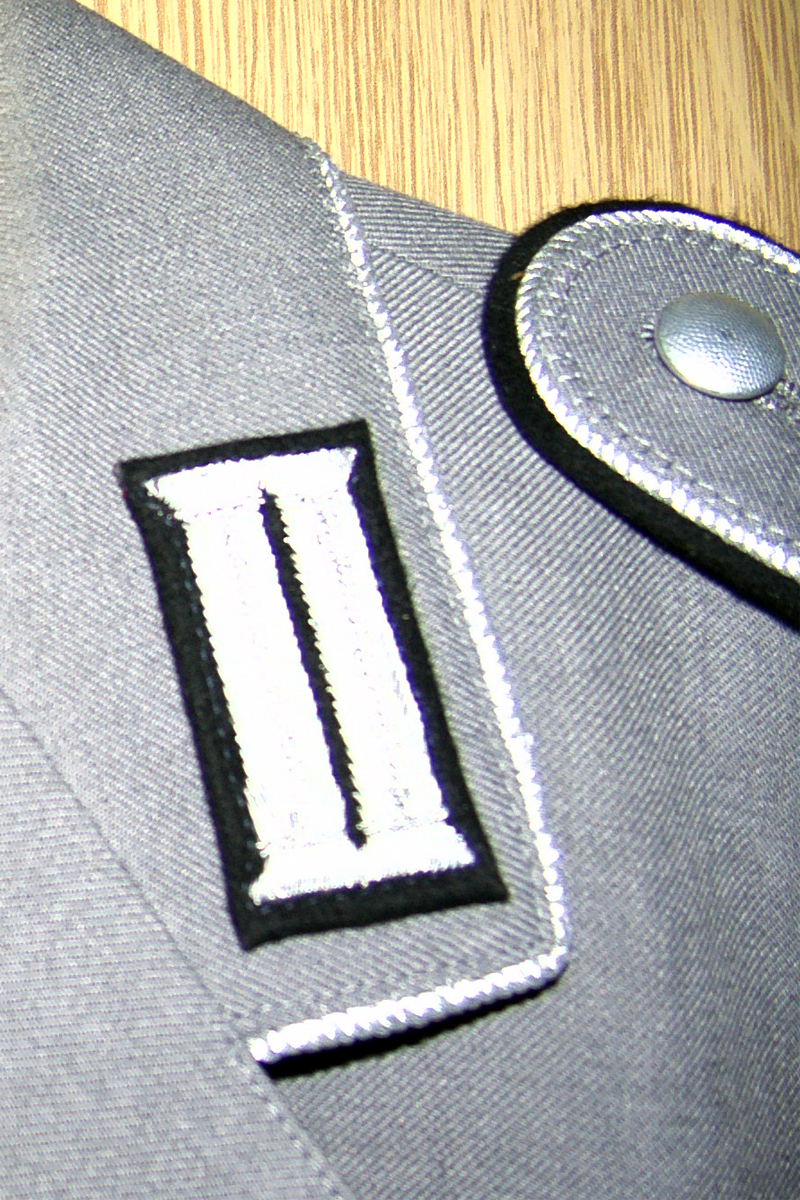
Paspel an Kragen (mit Doppellitze darauf) und Schulterstück einer Offiziersuniform der Bundeswehr (Pioniertruppe)

Die Paspel, seltener der Paspel (von französisch passepoil (m.) „was über die Franse hinausgeht“; besonders in Österreich und der Schweiz maskulin in der originalen Schreibweise Passepoil mit der entsprechenden Aussprache [pasˈpo̯al]), auch Bordierung oder Vorstoß genannt, ist ein schmaler, wulstiger Nahtbesatz an Kleidungsstücken. Ursprünglich war der oder die Paspel ein Verstärkungsstreifen an militärischer Kleidung. Seit dem 19. Jahrhundert dient die Kantenpaspel vorwiegend als Dekor. Paspeln betonen die Kontur und den Schnitt des Kleidungsstückes.
Die Paspel besteht aus einem längs gefalteten Stoffstreifen, zwischen dessen Lagen eine Schnur eingelegt werden kann. Die Paspel wird beim Schließen der Naht eines Kleidungsstückes mitgeführt, so dass von außen die Bruchkante des Streifens als kleiner, die Nahtlinie betonender Wulst sichtbar wird. Man unterscheidet zwischen der Kantenpaspel und der Taschenpaspel.

## Kantenpaspel
Die Kantenpaspel wird auch Bordierung oder Vorstoß genannt. Sie wird zur Verzierung an Kanten, Säumen und Schlitzen verwendet. Der Stoffstreifen wird an der betreffenden Kante vorgenäht, umgebugt und übergesteppt. Die sichtbare Breite beträgt bis drei Millimeter.
Im 19. Jahrhundert waren Paspeln in der Frauenkleidung recht verbreitet. Heute werden sie vor allem im Bereich der Trachten- bzw. Landhausmode, Uniformen oder Pyjamas eingesetzt. Die etwa 10 cm breite Paspel am unteren Ende eines Dirndls wird als Kittelblech bezeichnet und wird vor allem bei festlichen Dirndlkleidern angebracht. Bei Schuhen werden Paspeln als Qualitätszeichen in die Kanten des Einstiegs eingearbeitet.

## Taschenpaspel
Die Taschenpaspel dient zur Versäuberung und Stabilisierung des Tascheneingriffs. Sie ist breiter als die Kantenpaspel und formgerecht aus Oberstoff oder Futter zugeschnitten. Dazu gibt es Taschenpaspel-Automaten. – Diese Technik wird auch zur Herstellung von Paspelknopflöchern an Jacken und Mänteln verwendet.